# Atletica leggera ai Giochi della XXX Olimpiade - Salto triplo femminile

Video ufficiale della Finale

Ai Giochi della XXX Olimpiade, la competizione del salto triplo femminile si è svolta il 3 e il 5 agosto presso lo Stadio Olimpico di Londra.

## Presenze ed assenze delle campionesse in carica
Per i campionati europei si considera l'edizione del 2010.
| Competizione         | Atleta             | Prestazione | Londra 2012 |
| -------------------- | ------------------ | ----------- | ----------- |
| Olimpiadi 2008       | Françoise Mbango   | 15,39 m     | Non qual.   |
| Commonwealth 2010    | Trecia Smith       | 14,19 m     | Presente    |
| Europei 2010         | Ol'ha Saladucha    | 14,81 m     | Presente    |
| Asiatici 2010        | Olga Rypakova      | 14,78 m     | Presente    |
| Panamericani 2011    | Caterine Ibargüen  | 14,92 m     | Presente    |
| Africani 2011        | Baya Rahouli       | 14,08 m     | Assente     |
| Mondiali 2011        | Ol'ha Saladucha    | 14,94 m     | Presente    |
|                      |                    |             |             |
| Mondiali junior 2008 | Dailenys Alcántara | 14,25 m     | Presente    |

## La gara
Il miglior salto di qualificazione è di Olga Rypakova con 14,79.
In finale la kazaka va subito in testa con 14,54. La segue la colombiana Caterine Ibargüen (14,45). Al secondo turno balza in testa Hanna Knyazyeva (Ukr) con 14,56. L'ucraina però non si ripete su tali misure nella seconda parte della gara.
Al terzo turno la Ibargüen scavalca la Knyazyeva (14,67). Ma subito dopo di lei Olga Rypakova azzecca un salto a 14,98 che la porta per la prima volta in testa alla gara. Tra la prima e la seconda classificata ci sono 31 cm.
Le avversarie non sembrano in grado di attaccare l'ucraina: nessuna va oltre 14,60 sia al quarto sia al quinto turno. Invece la Rypakova piazza un 14,89 alla quinta prova, ribadendo la propria superiorità.
All'ultimo turno la classifica subisce una scossa: Ol'ha Saladucha, finora autrice di una gara anonima, atterra a 14,79, insediandosi in seconda posizione. La risposta della Ibargüen è immediata: nel suo ultimo salto si migliora ulteriormente a 14,80 riprendendosi l'argento. La Saladucha è terza, mentre la Knyazyeva finisce ai piedi del podio.

## Risultati

### Qualificazioni
Venerdì 3 agosto.

Si qualificano le atlete che effettuano un salto superiore a 14,40 m, o le prime 12 misure.

#### Gruppo A
Ore 10:25.
| Pos | Paese e Atleta          | Ordine di salto | 1° salto | 2° salto | 3° salto | Miglior Misura | Note |
| --- | ----------------------- | --------------- | -------- | -------- | -------- | -------------- | ---- |
| 1   | Kimberly Williams       | 14              | 14,53 m  | --       | --       | 14,53 m        | Q    |
| 2   | Yamilé Aldama           | 6               | 14,45 m  | --       | --       | 14,45 m        | Q    |
| 3   | Ol'ha Saladucha         | 2               | 14,26 m  | 14,35 m  | x        | 14,35 m        | q    |
| 4   | Tat'jana Lebedeva       | 16              | 14,17 m  | 14,30 m  | --       | 14,30 m        | q    |
| 5   | Dana Velďáková          | 9               | x        | 14,22 m  | 13,84 m  | 14,22 m        | q    |
| 6   | Viktorija Valjukevič    | 3               | 14,09 m  | 14,19 m  | 13,86 m  | 14,19 m        | q    |
| 7   | Marija Šestak           | 4               | x        | 14,16 m  | 14,12 m  | 14,16 m        | q    |
| 8   | Hanna Demydova          | 13              | 13,87 m  | 13,60 m  | x        | 13,87          |      |
| 9   | Josleidy Ribalta        | 11              | 13,71 m  | 13,12 m  | 13,88 m  | 13,88 m        |      |
| 10  | Níki Panétta            | 15              | x        | 13,66 m  | 13,63 m  | 13,66 m        |      |
| 11  | Amanda Smock            | 17              | x        | 13,43 m  | 13,61 m  | 13,61 m        |      |
| 12  | Aleksandra Kotlyarova   | 12              | 13,33 m  | x        | 13,55 m  | 13,55 m        |      |
| 13  | Li Yanmei               | 10              | 13,43 m  | 12,78 m  | 13,15 m  | 13,43 m        |      |
| 14  | Irina Litvinenko Ektova | 5               | 13,39 m  | x        | x        | 13,39 m        |      |
| 15  | Andriana Bânova         | 8               | x        | 12,88 m  | 13,33 m  | 13,33 m        |      |
| -   | Kseniya Dziatsuk        | 1               | x        | x        | x        | NM             |      |
| -   | Cristina Bujin          | 7               | x        | x        | x        | NM             |      |

#### Gruppo B
Ore 10:25.
| Pos | Paese e Atleta       | Ordine di salto | 1° salto | 2° salto | 3° salto | Miglior Misura | Note |
| --- | -------------------- | --------------- | -------- | -------- | -------- | -------------- | ---- |
| 1   | Olga Rypakova        | 14              | x        | 13,99 m  | 14,79 m  | 14,79 m        | Q    |
| 2   | Caterine Ibargüen    | 12              | 14,24 m  | 14,42 m  | --       | 14,42 m        | Q    |
| 3   | Hanna Knjazjeva      | 5               | 14,33 m  | x        | x        | 14,33 m        | q    |
| 4   | Trecia Smith         | 13              | x        | 14,31 m  | x        | 14,31 m        | q    |
| 5   | Yargeris Savigne     | 4               | 14,22 m  | 14,28 m  | 14,02 m  | 14,28 m        | q    |
| 6   | Patrícia Mamona      | 17              | 14,11 m  | 13,97 m  | 13,96 m  | 14,11 m        |      |
| 7   | Ayanna Alexander     | 15              | 13,98 m  | 13,92 m  | 14,09 m  | 14,09 m        |      |
| 8   | Dailenys Alcántara   | 6               | 13,97 m  | x        | x        | 13,97 m        |      |
| 9   | Veronika Mosina      | 18              | 13,72 m  | 13,59 m  | 13,96 m  | 13,96 m        |      |
| 10  | Simona La Mantia     | 1               | 13,77 m  | 13,92 m  | 13,73 m  | 13,92 m        |      |
| 11  | Keila Costa          | 8               | x        | 13,69 m  | 13,84 m  | 13,84 m        |      |
| 12  | Svetlana Bolshakova  | 16              | 13,84 m  | 13,42 m  | 13,45 m  | 13,84 m        |      |
| 13  | Mayookha Johny       | 9               | 13,77 m  | 13,68 m  | 13,62 m  | 13,77 m        |      |
| 14  | Xie Limei            | 10              | 13,63 m  | x        | 13,69 m  | 13,69 m        |      |
| 15  | Biljana Topic        | 3               | x        | x        | 13,66 m  | 13,66 m        |      |
| 16  | Patricia Sarrapio    | 2               | x        | 13,64 m  | x        | 13,64 m        |      |
| 17  | Anastasiya Juravleva | 7               | 13,54 m  | x        | x        | 13,54 m        |      |
| 18  | Athanasia Perra      | 11              | x        | x        | 11,93 m  | 11,93 m        |      |

### Finale
| Camp.essa olimpica 2008 | 15,39 m        | Françoise Mbango | Non qualif. |
| Primatista stagionale   | 14,99 m (29/6) | Ol'ha Saladucha  | Presente    |

1. ↑  Alla data del 20 luglio 2012.

| Pos     | Atleta               | Età    | Paese         | 1º    | 2º    | 3º    | 4º    | 5º    | 6º    | Risultato | Note |
| ------- | -------------------- | ------ | ------------- | ----- | ----- | ----- | ----- | ----- | ----- | --------- | ---- |
| Oro     | Olga Rypakova        | 28     | Kazakistan    | 14,54 | X     | 14,98 | X     | 14,89 | 14,40 | 14,98     |      |
| Argento | Caterine Ibargüen    | 28     | Colombia      | 14,45 | 13,99 | 14,67 | 14,37 | 14,35 | 14,80 | 14,80     |      |
| Bronzo  | Ol'ha Saladucha      | 29     | Ucraina       | 13,92 | 14,48 | X     | 14,53 | 14,51 | 14,79 | 14,79     |      |
| 4       | Hanna Knjazjeva      | 23     | Ucraina       | X     | 14,56 | 14,16 | 14,14 | 14,16 | X     | 14,56     |      |
| 5       | Yamilé Aldama        | 40     | Gran Bretagna | 14,10 | 14,09 | 14,39 | 14,32 | 14,43 | 14,48 | 14,48     |      |
| 6       | Kimberly Williams    | 24     | Giamaica      | 14,35 | X     | 14,48 | 14,19 | X     | 14,20 | 14,48     |      |
| 7       | Trecia Smith         | 37     | Giamaica      | X     | X     | 14,35 | 14,34 | 13,74 | X     | 14,35     |      |
| 8       | Yargelis Savigne     | 28     | Cuba          | 14,12 | 12,13 | 13,91 | -     | -     | -     | 14,12     |      |
| 9       | Tatjana Lebedeva     | 36     | Russia        | 14,11 | 14,03 | 14,01 | -     | -     | -     | 14,11     |      |
| 10      | Marija Šestak        | 33     | Slovenia      | 13,84 | 13,98 | 13,98 | -     | -     | -     | 13,98     |      |
| 11      | Dana Velďáková       | 31     | Slovacchia    | X     | X     | 11,92 | -     | -     | -     | 11,92     |      |
| dq      | Victoria Valyukevich | Russia | 14,24         | 13,75 | 14,18 | 13,75 | 14,15 | X     | 14,24 |           |      |